# Rezervația naturală Cabac
Cabac este o rezervație naturală silvică în raionul Nisporeni, Republica Moldova. Este amplasată la nord de satul Vulcănești din raionul Nisporeni; conform amplasamentului forestier se află în Ocolul silvic Ciorești, Întreprinderea Silvică Nisporeni (subparcelele 3E, 3J, 4D, 9G, 10C, 13F și 14D). Conform Legii ariilor naturale protejate de stat, are o suprafață de 24,7 ha și este administrată de Gospodăria Silvică de Stat Nisporeni.

## Caracteristici geografice
Rezervația se întinde pe câțiva versanți cu expoziție nordică și nord-estică și un versant cu expoziție vestică și înclinare de 10-25 grade. Altitudinea variază între 275 m și 375 m. Solul este brun de pădure.

## Diversitate floristică
Aria protejată este o suprafață de pădure cu arborete valoroase de fag (Fagus sylvatica), atribuită la categoria ecosisteme forestiere de gorun, stejar pedunculat și fag 
din Centrul Moldovei.

### Arbori
Au fost identificate două categorii de arboreturi: natural fundamentale și parțial derivate. Ambele sunt de o productivitate mijlocie.
Cele două arboreturi natural fundamentale, ambele de fag, cresc în subparcelele 13F și 14D, pe o suprafață totală de 7,3 ha (15,5% din suprafața ariei protejate). S-au format la o altitudine de 350-375 m pe versanți cu expoziție nordică și vestică. În 2007, vârsta lor era de 130 de ani și productivitatea constituia 259-288 m3/ha. Predomină fagul (Fagus sylvatica). Speciile însoțitoare sunt carpenul (Carpinus betulus), cireșul (Cerasus avium), paltinul-de-munte (Acer pseudoplatanus), 
paltinul-de-câmp (Acer platanoides), frasinul (Fraxinus excelsior) și ulmul (Ulmus glabra). Sunt prezente și câteva exemplare de plop tremurător (Populus tremula).
Arboreturile parțial derivate au fost evidențiate în 5 subparcele cu o suprafață totală de 39,7 ha ( 84,5% din suprafața totală a ariei protejate). Cota de participare a fagului variază de la 10% până la 50%. Cota de participare a altor specii – gorunul, carpenul, frasinul, cireșul – este neînsemnată. În parcela 4D este destul de mare cota de participare a paltinului.
În total, au fost documentate 8 specii de arbori:
- Acer platanoides
- Acer pseudoplatanus
- Carpinus betulus
- Cerasus avium
- Fagus sylvatica
- Fraxinus excelsior
- Populus tremula
- Ulmus glabra

Fagul fructifică relativ rar, cu toate acestea există puiet de 1-2 m în locurile cu consistența scăzută. A mai fost evidențiat puiet de carpen, frasin, tei, cireș, paltin-de-câmp și ulm.

### Arbuști
Stratul de arbuști este slab dezvoltat. Au fost înregistrate 8 specii, cu precădere în subparcela 13F, dar numai ca exemplare solitare, cu excepția a trei pâlcuri de soc (Sambucus nigra):
- Corylus avellana
- Euonymus europaea
- Euonymus verrucosa
- Rosa canina
- Sambucus nigra
- Staphilea pinnata
- Swida sanguinea
- Viburnum lantana

### Ierburi
Cele 47 de specii de plante ierboase care populează rezervația sunt:
- Actaea spicata
- Aegopodium podagraria
- Ajuga reptans
- Alliaria petiolata
- Allium ursinum
- Anemonoides ranunculoides
- Arum orientale
- Asarum europaeum
- Brachipodium sylvaticum
- Campanula trachelium
- Carex brevicollis
- Carex pendula
- Carex pilosa
- Circea lutetiana
- Corydalis cava
- Corydalis solida
- Dentaria bulbifera
- Dryopteris filix mas
- Euphorbia amygdaloides
- Gagea lutea
- Gagea pusilla
- Galeobdolon luteum
- Galium apparine
- Galium odoratum
- Geranium pheum
- Geranium robertianum
- Geum urbanum
- Hedera helix
- Isopirum thalictroides
- Lathrea scuamaria
- Melica uniflora
- Mercurialis perenis
- Mycelis muralis
- Plantago lanceolata
- Polygonatum latifolium
- Polygonatum multiflorum
- Pulmonaria obscura
- Rumex sp.
- Sambucus ebulus
- Sanicula europaea
- Scilla bifolia
- Scrophularia nodosa
- Scutellaria altissima
- Stachys sylvatica
- Stellaria holostea
- Urtica dioica
- Viola reichenbachiana

Gradul de acoperire cu ierburi variază între 30-60%. Cinci specii din cele enumerate sunt considerate plante rare: Actaea spicata, Arum orientale, Circea lutetiana, Dryopteris filix mas, Epipactis heleborine.

## Statut de protecție
Rezervația naturală Cabac este o suprafață reprezentativă de pădure de fag caracteristică pentru pădurile din Centrul Moldovei. După vârstă și parametrii biomorfologici ai fagului, dar și datorită peisajului caracteristic, este considerată o suprafață de pădure valoroasă. Conține câteva exemplare de fag de dimensiuni remarcabile. Genofondul este constituit din 63 de specii de plante vasculare, dintre care 5 sunt specii rare.
Obiectivul a fost luat sub protecția statului prin Hotărîrea Sovietului de Miniștri al RSSM din 8 ianuarie 1975 nr. 5, care a atribuit zona la categoria rezervațiilor naturale. Statutul de protecție a fost reconfirmat prin Legea nr. 1538 din 25 februarie 1998 privind fondul ariilor naturale protejate de stat. Deținătorul funciar este, conform Legii din 1998, Gospodăria Silvică de Stat Nisporeni.
Arboretul este afectat în unele locuri. Sunt prezente specii ruderale. În unele locuri este posibilă regenerarea naturală a fagului, dar aceste oportunități nu sunt fructificate de managementul silvic.
Pentru optimizarea conservării diversității vegetale, specialiștii recomandă limitarea accesului populației. Este înaintată de asemenea propunerea ca în suprafața protejată să fie incluse unele suprafețe forestiere adiacente.